# けいりんマガジン
けいりんマガジンは、かつて白夜書房が発行していた競輪専門誌。1995年12月創刊、2013年3月休刊。

## 概要
その名の通り競輪を専門に取り扱っていた月刊誌で、原則として毎月9日発売、発行部数は公称15万部だった。
内容は主に直近の特別競輪の結果などを扱っていた。また競輪選手が出場する各種自転車競技（UCIトラックワールドカップクラシックス、世界選手権自転車競技大会トラックレース部門など）のレポートも掲載されていた。
競輪専門誌としては他に日刊プロスポーツ新聞社（赤競の発行元）の発行する「週刊プロスポーツ」があるが一般の書店では取り扱われておらず、過去にはJKAの発行する「月刊競輪」（2012年9月休刊）もあったが、こちらも一般書店の取り扱いはなく、書店の店頭で入手可能な雑誌としては本誌が最後の競輪専門誌となっていた。
なお、けいりんマガジンとほぼ同時期に「月刊競輪バンク」という競輪専門誌（こちらも書店の店頭で入手可能であった。内容は、どちらかと言えば推理・予想よりも競輪を『競技』・『スポーツ』として捉えた視点でのものであった）も創刊されたが、こちらは1年も経たずに休刊している。
発行後期の表紙は「KEIRINマガジン」の題字を大きく表示していたが、正式な誌名は最後までひらがな表記の「けいりんマガジン」であった。2013年3月9日発行の4月号を最終号として休刊となった。
その後、同誌の編集長だった若生武則が白夜書房から独立し、2013年4月よりWebマガジンとして「KEIRIN WEB MAGAZINE」を発足させている。